# Musashi Suzuki
Musashi Suzuki (jap. 鈴木 武蔵, Suzuki Musashi; * 11. Februar 1994 in Montego Bay, Jamaika) ist ein japanischer Fußballspieler.

## Karriere

### Verein
Er begann seine Karriere bei Albirex Niigata, wo er von 2012 bis 2017 spielte. Von 2014 bis 2015 spielte er dreimal in der J.League U-22 Selection. Diese Mannschaft, die in der dritten Liga, der J3 League, spielte, setzte sich aus den besten Nachwuchsspielern der höherklassigen Vereine zusammen. Das Team wurde mit Blick auf die Olympischen Sommerspiele 2016 in Rio de Janeiro gegründet. Die Auswahl der Spieler erfolgte auf wöchentlicher Basis aus einem Pool, für den jeder Verein förderungswürdige Talente benennen konnte; die Zusammensetzung der Mannschaft variierte daher sehr stark von Spiel zu Spiel. 2015 wurde er an Mito Hollyhock ausgeliehen. 2017 folgte dann der Wechsel zu Matsumoto Yamaga FC. 2018 folgte dann der Wechsel zu V-Varen Nagasaki. Im Januar 2019 erfolgte ein weiterer Wechsel zu Hokkaido Consadole Sapporo. Im August 2020 wechselte er nach Europa zum belgischen Erstdivisionär K Beerschot VA, wo er einen Vertrag mit einer Laufzeit von drei Jahren sowie der Option der Verlängerung um ein weiteres Jahr unterschrieb. In der Saison 2020/21 bestritt er 26 von 32 möglichen Ligaspielen für Beerschot, in denen er sechs Tore schoss. In der Folgesaison, die mit dem Abstieg von Beerschot in die Division 1B endete, bestritt er 25 von 34 möglichen Ligaspielen, in denen er ein Tor schoss, und erneut ein Pokalspiel. Im Sommer 2022 kehrte er nach Japan zurück, wo er einen Vertrag beim Erstligisten Gamba Osaka unterschrieb. Im Februar 2024 wechselte er auf Leihbasis zum ebenfalls in der ersten Liga spielenden Hokkaido Consadole Sapporo. Am Ende der Saison 2024 belegte er mit Hokkaido den 19. Tabellenplatz und musste somit in die zweite Liga absteigen. Nach dem Abstieg verließ er den Verein und schloss sich im Januar 2025 dem Erstligisten Yokohama FC an.

### Nationalmannschaft
Mit der japanischen Olympiaauswahl qualifizierte Suzuki sich für die Olympischen Sommerspiele 2016 in Brasilien. Dort nahm er an zwei Gruppenspielen teil und schoss dabei ein Tor bei der 4:5-Niederlage gegen Nigeria. Am 22. März 2019 gab der Stürmer im Rahmen eines Freundschaftsspieles gegen Kolumbien (0:1) dann auch sein Debüt für die A-Nationalmannschaft.

## Erfolge
Nationalmannschaft
- U-23-Asienmeister: 2016